# Abbaye Notre-Dame de Chancelade
Pour les articles homonymes, voir Abbaye Notre-Dame.
L'abbaye de Chancelade est une abbaye française de style roman située sur le territoire de la commune de Chancelade, en Dordogne. Sa construction s'est étalée du Xe au XIIe siècle.
L'église abbatiale est classée monument historique en 1909. L'ensemble des bâtiments fait ensuite l'objet de plusieurs classements ou inscriptions entre 1942 et 2008.

## Histoire de l'abbaye
Quand, vers 1096, le pape Urbain II voulut rattacher les moines de l'abbaye Saint-Pierre de Cellefrouin au monastère de Charroux, quittant ainsi la règle de saint Augustin  pour suivre la règle des bénédictins, l'abbé Foucault s'y oppose et devient ermite à Fons Cancellatus.
C'est l'acte fondateur de l'abbaye Notre-Dame de Chancelade.
L'emplacement de la source est marqué par une stèle à la mémoire d'Alain de Solminihac, au bord de la route.

### Fondation
L'abbé Foucault est rejoint par d'autres moines et le groupe s'organise en communauté.
En 1128, le premier abbé, Gérard de Montlau est béni par l'évêque de Périgueux, Guillaume d'Auberoche et les moines décident de construire un monastère. Ils bâtissent l'église abbatiale, et les bâtiments conventuels protégés par une enceinte, puis une petite église paroissiale. Les deux églises sont consacrées en même temps le 12 octobre 1147 par Raymond de Mareuil sous les vocables de la Vierge et de sainte Madeleine.
Vers 1140, le lieu de Merlande est offert par Geoffroi de Cauzé et les moines y bâtissent une chapelle sur la source. Puis la chapelle fut rapidement agrandie et devint un prieuré.
En 1360, l'abbaye compte 22 religieux. Elle s'est mise sous la protection du cardinal Hélie de Talleyrand-Périgord et reçoit de lui une dotation de 3 800 florins d'or pour 38 nouveaux chanoines.

### Évolution du statut

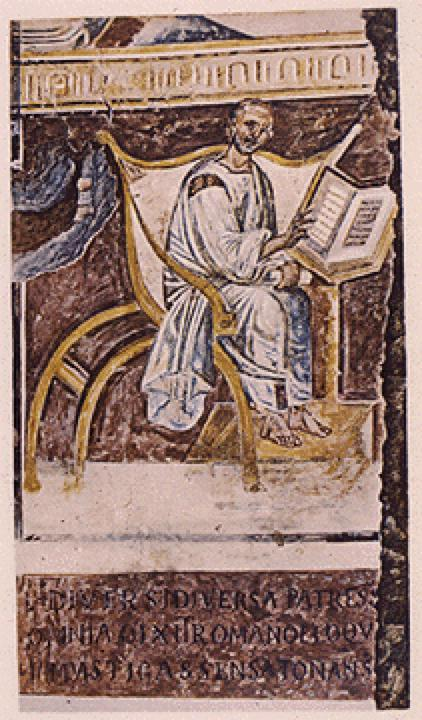
Saint Augustin, portrait (du VIe siècle).

C'est une abbaye augustinienne, en 1133, les moines choisissent la règle de saint Augustin, rejoignant ainsi la congrégation des chanoines de Saint Augustin.
En 1635, Alain de Solminihac s'oppose à la Congrégation de France, les génovéfains, fondée par le cardinal de la Rochefoucauld, et si l'on  interdit  d'étendre la réforme prônée par Alain de Solminihac, Chancelade obtient l'autorisation d'exister comme congrégation indépendante.

### Guerres, pillages et destructions
De 1360 à 1367 les Anglais occupent Périgueux. Ils chassent les moines pour loger une garnison dans le monastère. Du Guesclin, lors de son retour d'Espagne, va reconquérir l'abbaye. Après son départ, les Anglais la reprennent et y restent jusqu'au XVe siècle.
Vers 1440, sous la protection d'Arnaud de Bourdeille, et grâce à son abbé, Geoffroy de Pompadour, la communauté se reconstitue.
En 1575, durant les guerres de Religion, Périgueux est prise par les Huguenots, Langoiran s'empare de l'abbaye qui est pillée et incendiée. De l'église, il ne reste que la croisée du transept avec la coupole et le clocher. La voûte de la nef et le chœur roman sont détruits.

### Renouveau
Quand en 1614 Alain de Solminihac est pourvu de cette abbaye, les moines ne sont plus que quatre. En 1622 il reçoit la bénédiction abbatiale en la cathédrale Saint-Front des mains de Mgr François de La Béraudière. Il rebâtit l'église à demi-abattue, reconstruit le cloître, les logis, les communs, il réforme l'abbaye et la repeuple.
Nommé évêque de Cahors par le roi Louis XIII le 17 juin 1636, Alain de Solminihac revient à Chancelade en 1638 pour consacrer l'église. Son corps repose en la cathédrale de Cahors et il fut béatifié le 4 octobre 1981 par Jean-Paul II.
L'abbé Le Gros de Beller oriente résolument ses religieux vers les études et la bibliothèque s'enrichit de cartulaires, de chartes et de 4 000 livres. L'activité du scriptorium était intense : copie de manuscrits, classement de textes, de chartes. Le Révérend Père Prunis découvrit le journal de voyage de Montaigne, enfermé dans une vieille malle dans la tour de la librairie et il fut édité à Rome en 1774.

### Perte temporaire de fonction religieuse
Elle est vendue comme bien national en 1790.
De nombreux documents sont revenus à la Bibliothèque Nationale où ils constituent un ensemble de 183 volumes, et plusieurs centaines d'ouvrages sont à la bibliothèque municipale de Périgueux dont une copie du cartulaire.
L'église abbatiale devient église paroissiale au début du XIXe siècle.
Une peinture du XVIIe siècle, le Christ aux outrages, longtemps attribuée à de Georges de La Tour puis à Gerrit van Honthorst ou à un élève de son atelier, qui aurait été donnée à Alain de Solminihac par le roi Louis XIII, protecteur de Solminihac, est visible dans l'église.

### Réouverture
Après des travaux de rénovation commencés en 1955 par les propriétaires des bâtiments conventuels, M. et Mme Caignard, l'abbaye peut ouvrir aux pèlerins et au public en 1977. Fermée de 2004 à 2009, elle est de nouveau ouverte en 2010.
En 1998, une communauté de chanoines réguliers de Saint Augustin se réinstalle à Chancelade et en 2004, le logis de l'Abbé et son parc, rachetés par l'évêché à la famille Caignard, lui sont confiés pour y développer un centre spirituel.

### Classement
Initialement, l'église abbatiale est classée au titre des monuments historiques le 30 juillet 1909. Suivent en 1942 une inscription du logis de Bourdeilles ainsi que des façades et toitures du logis de l'abbé. En 1959, les façades et toitures du logis de Bourdeilles sont classées alors que les clôtures et les jardins sont inscrits, tout comme les autres façades et toitures. Hormis les parties déjà classées, l'ensemble des bâtiments ainsi que la place de l'Abbaye et la route des Carrières situées en domaine public, sont inscrits en 2006. Enfin en 2008, le logis de l'abbé et le logis de Bourdeilles sont classés en intégralité.

## Architecture de l'abbaye
De l'importante abbaye fondée au XIIe siècle, il ne subsiste qu'une partie des bâtiments conventuels servant de presbytère et l'église remaniée aux XIVe, XVIe et XVIIe siècles.

### Église abbatiale
L'église est un édifice roman, de plan cruciforme. De la partie construite au XIIe siècle il reste la partie basse des murs et des fenêtres.
La nef a été voûtée d'ogives en cinq travées en 1630. La croisée du transept est couverte d'une coupole sur pendentifs surmontée d'un clocher carré.
Le chœur a été reconstruit au XVIIe siècle. Les 64 stalles en bois de noyer situées dans le chœur, datent aussi du XVIIe siècle,.
De l'autre côté de la place se trouve la chapelle Saint-Jean qui a été consacrée en 1147. C'est un petit édifice (19 × 5 m) roman du XIIe siècle, qui a été primitivement couvert de lauzes et inscrit séparément au titre des monuments historiques en 1912,.

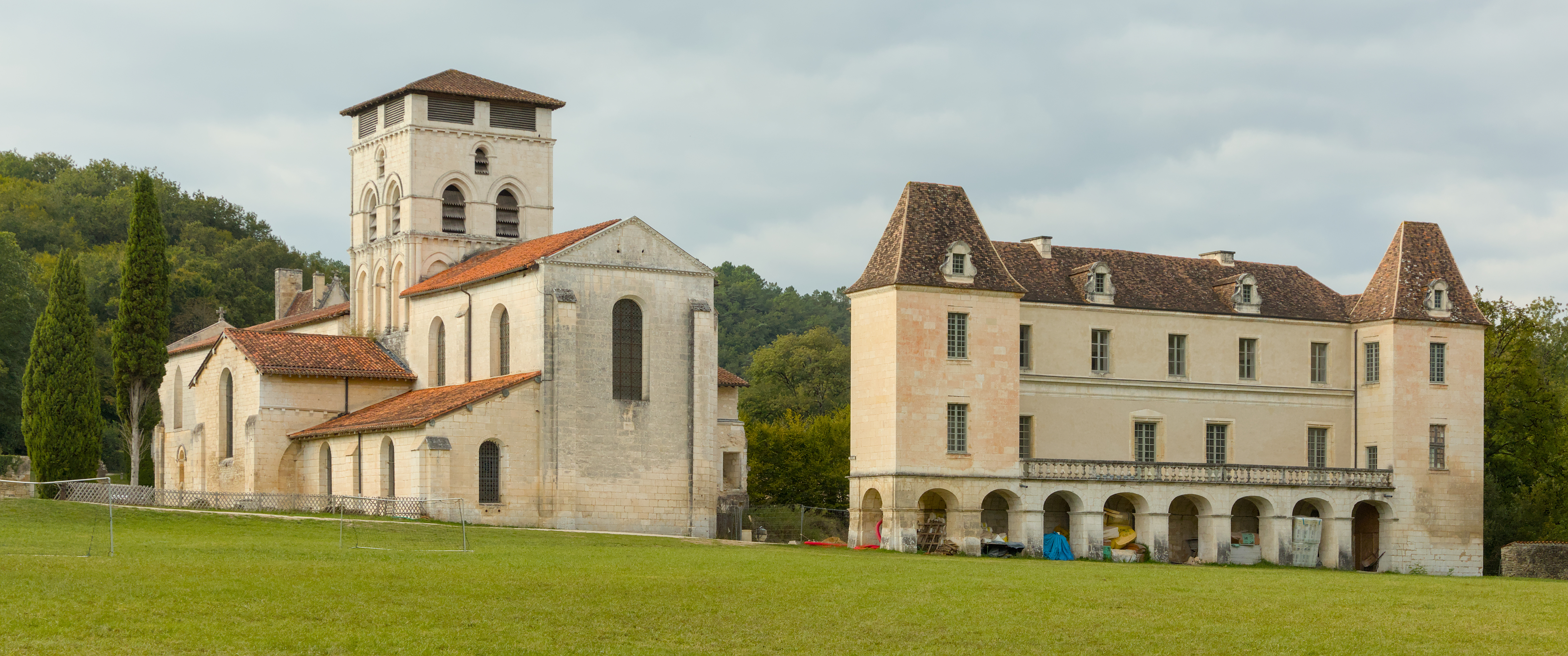
Vus du parc, l'église et le logis de l'Abbé.
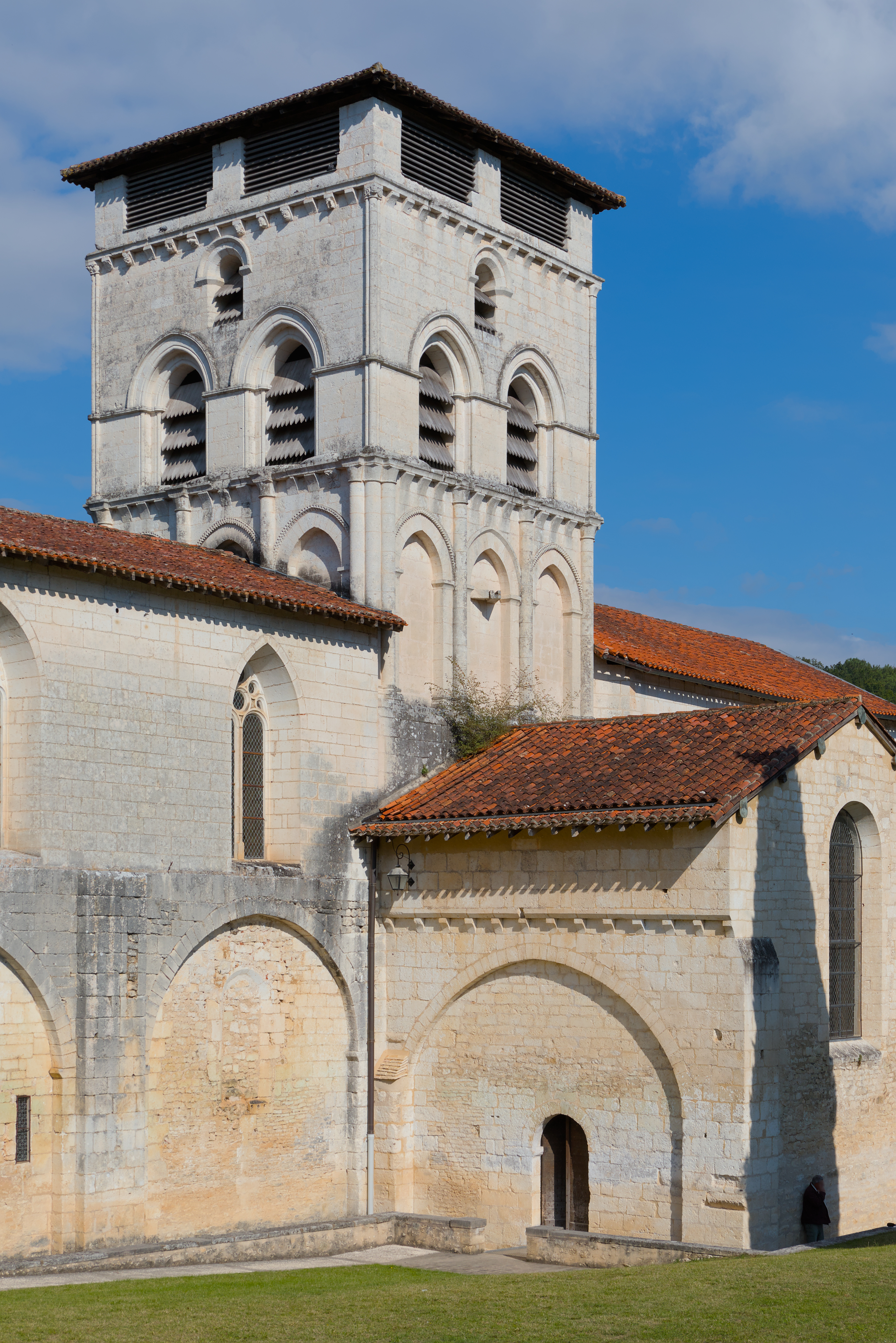
L'église abbatiale.
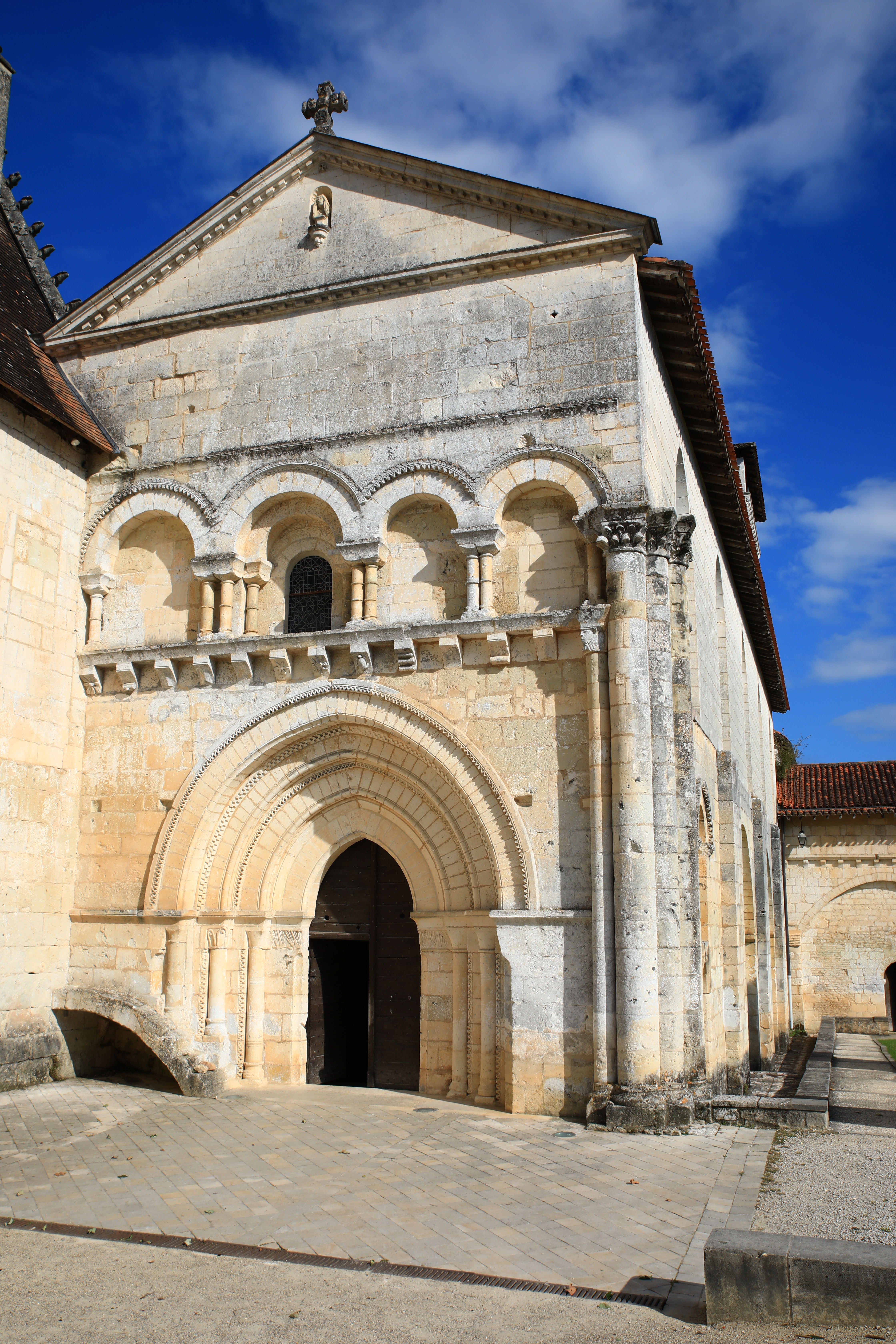
Le porche d'entrée.
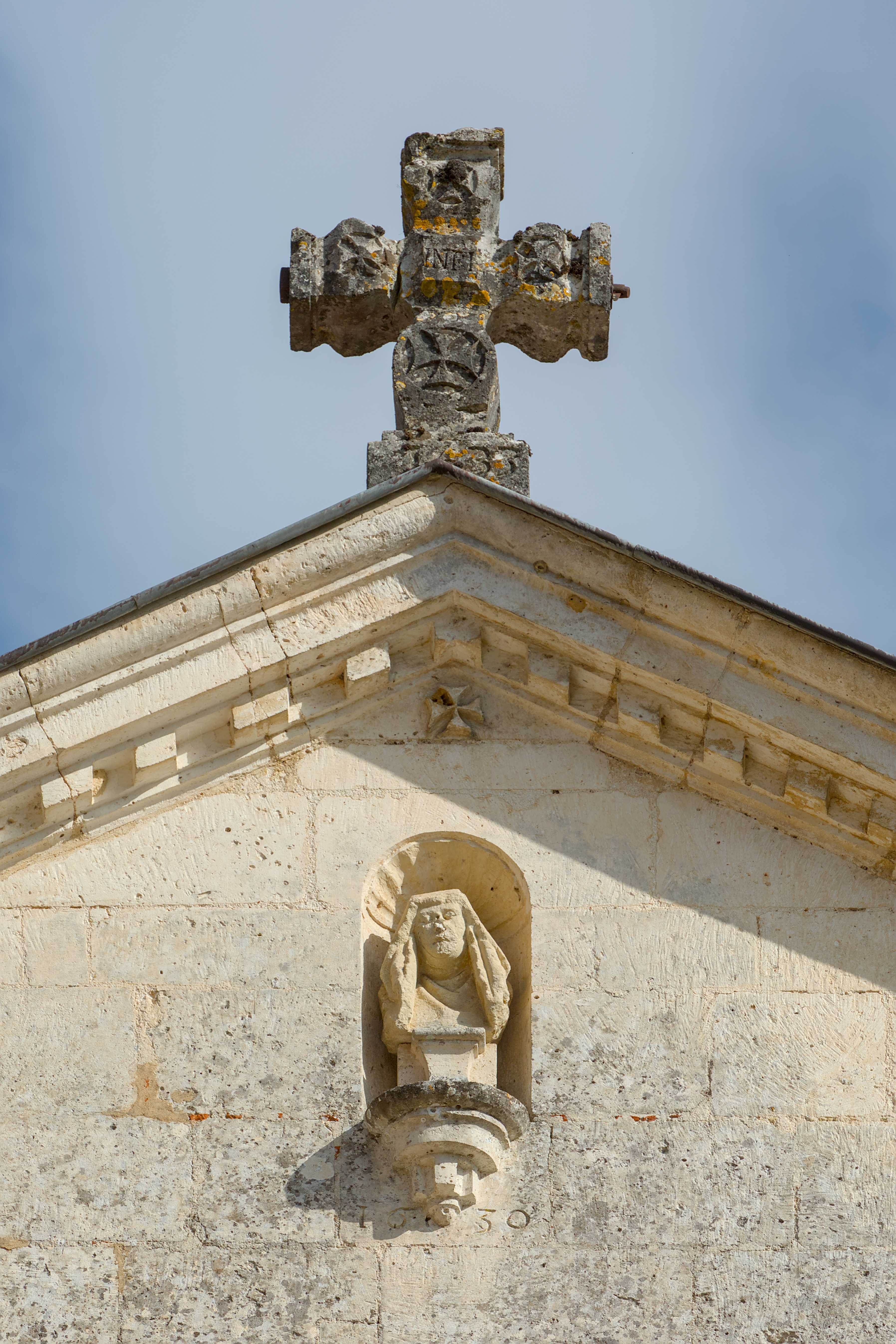
Détails de la façade.
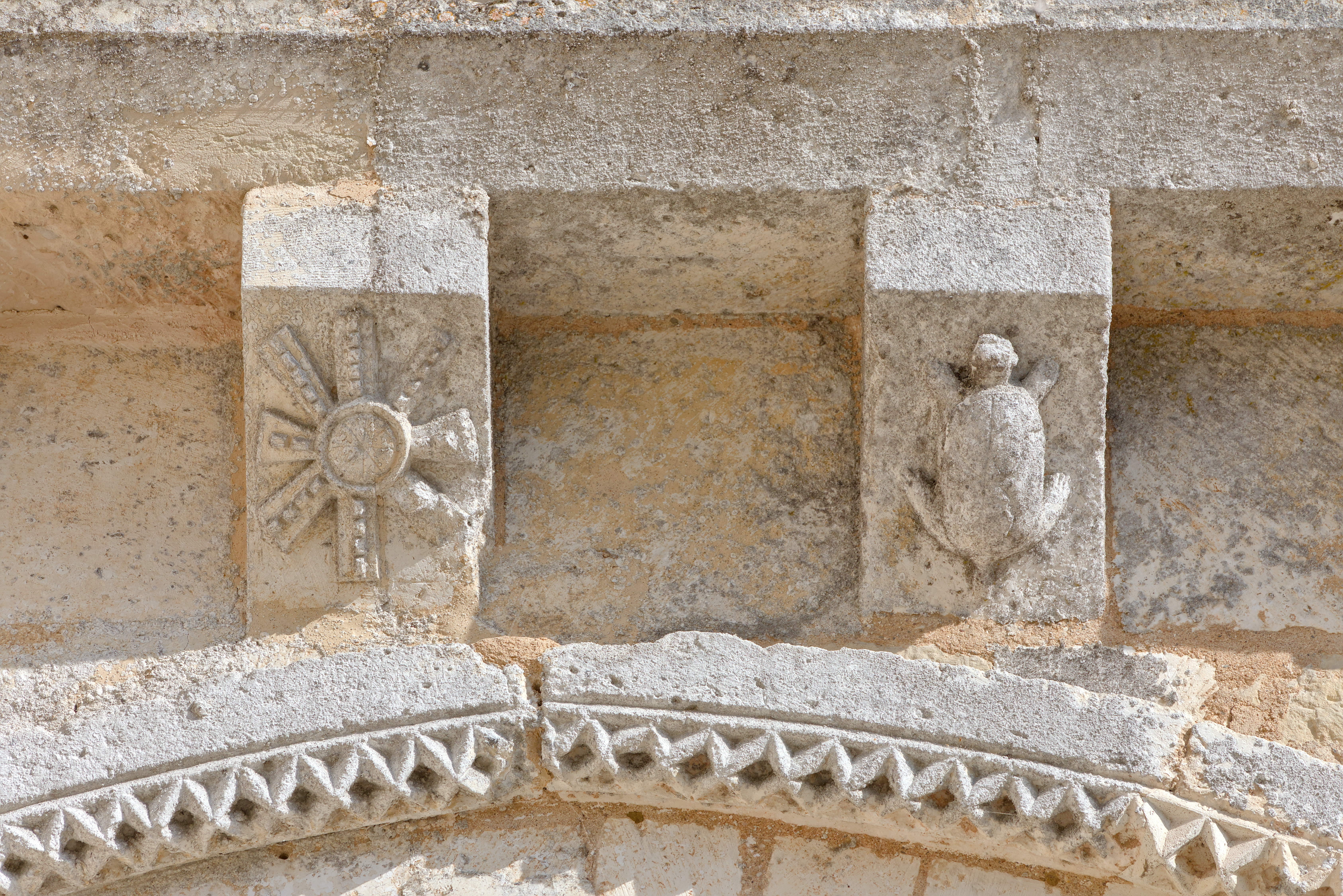
Détails de la façade.
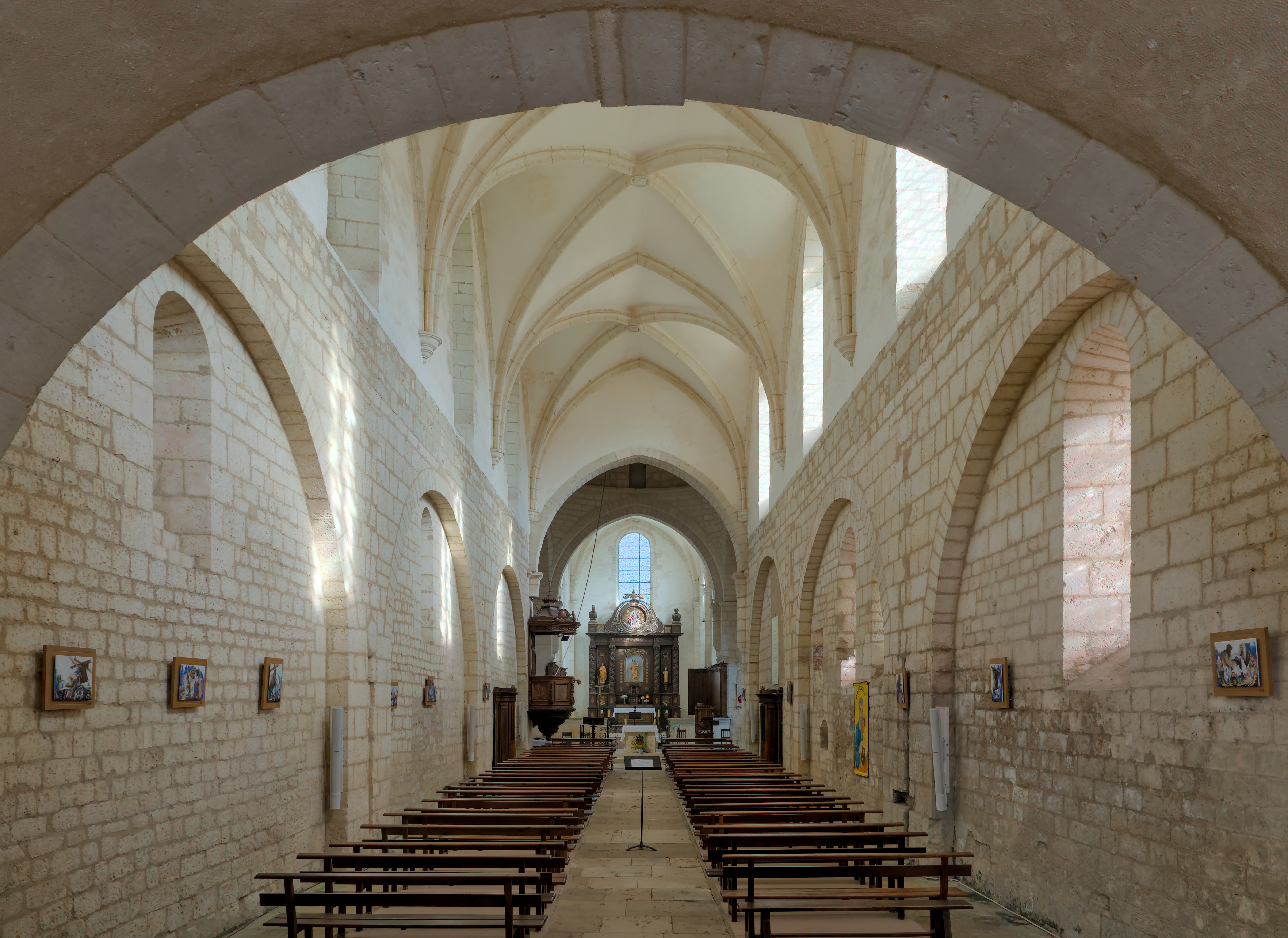
La nef de l'église.
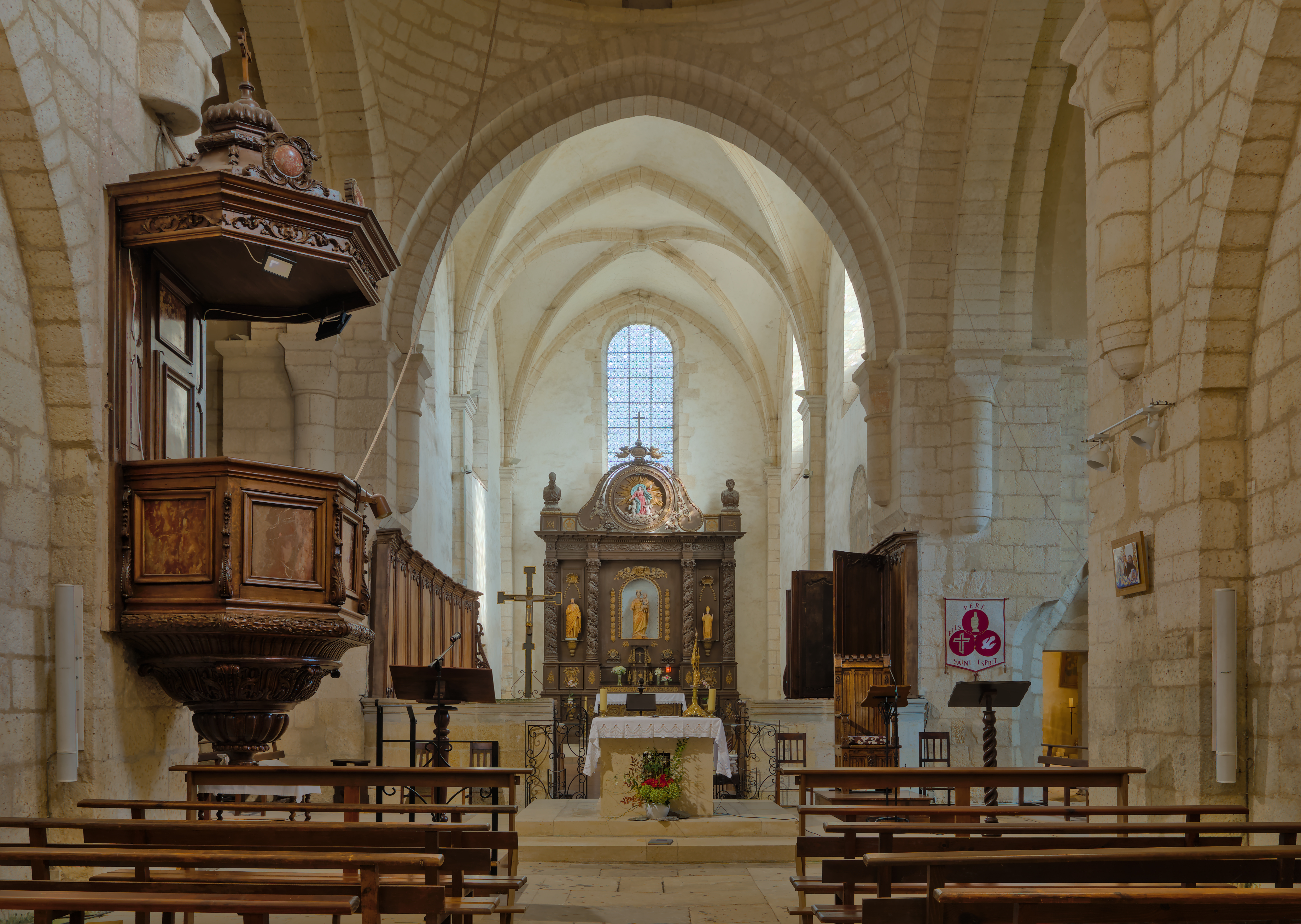
La chaire et le chœur.
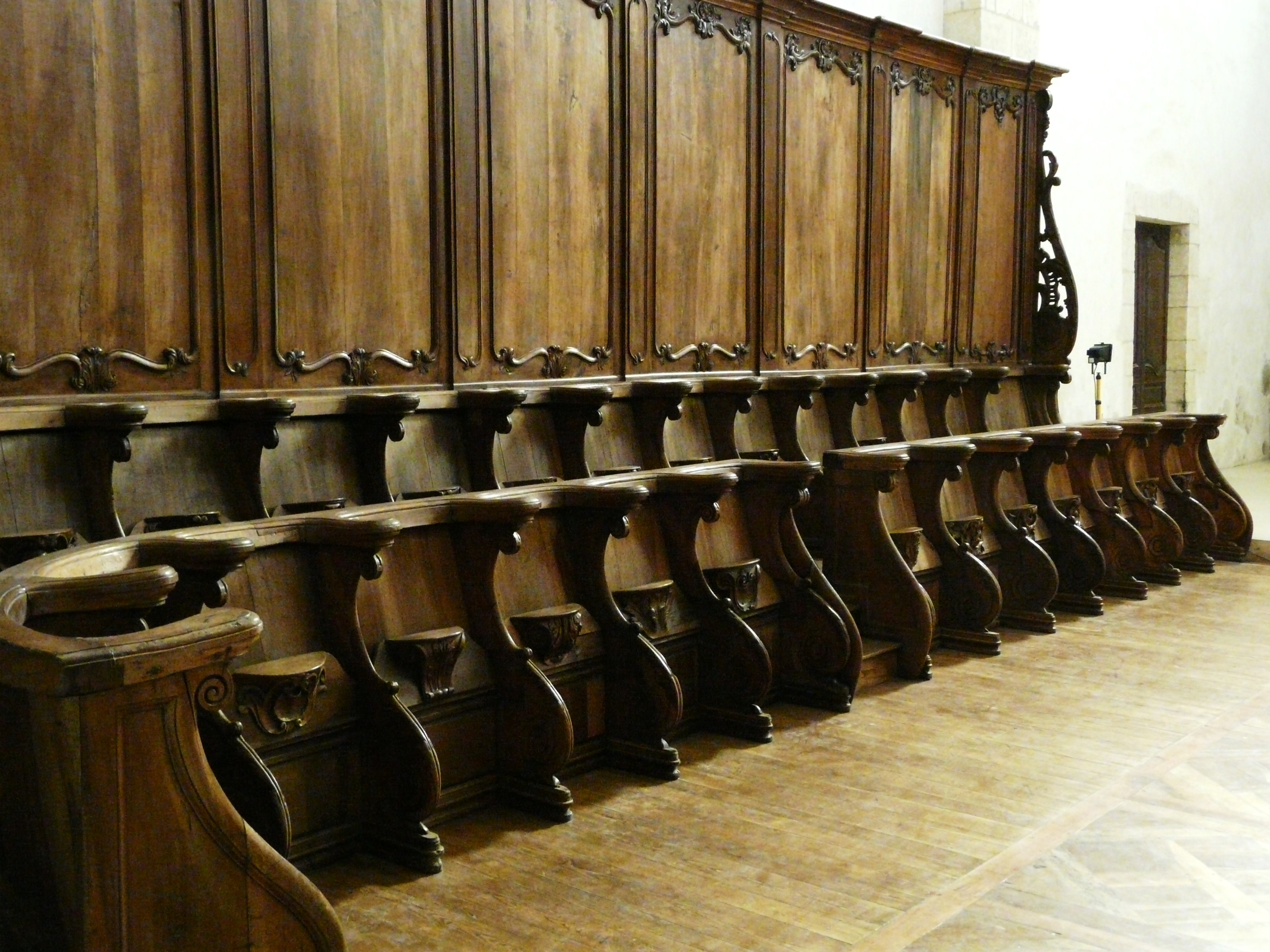
Les stalles.
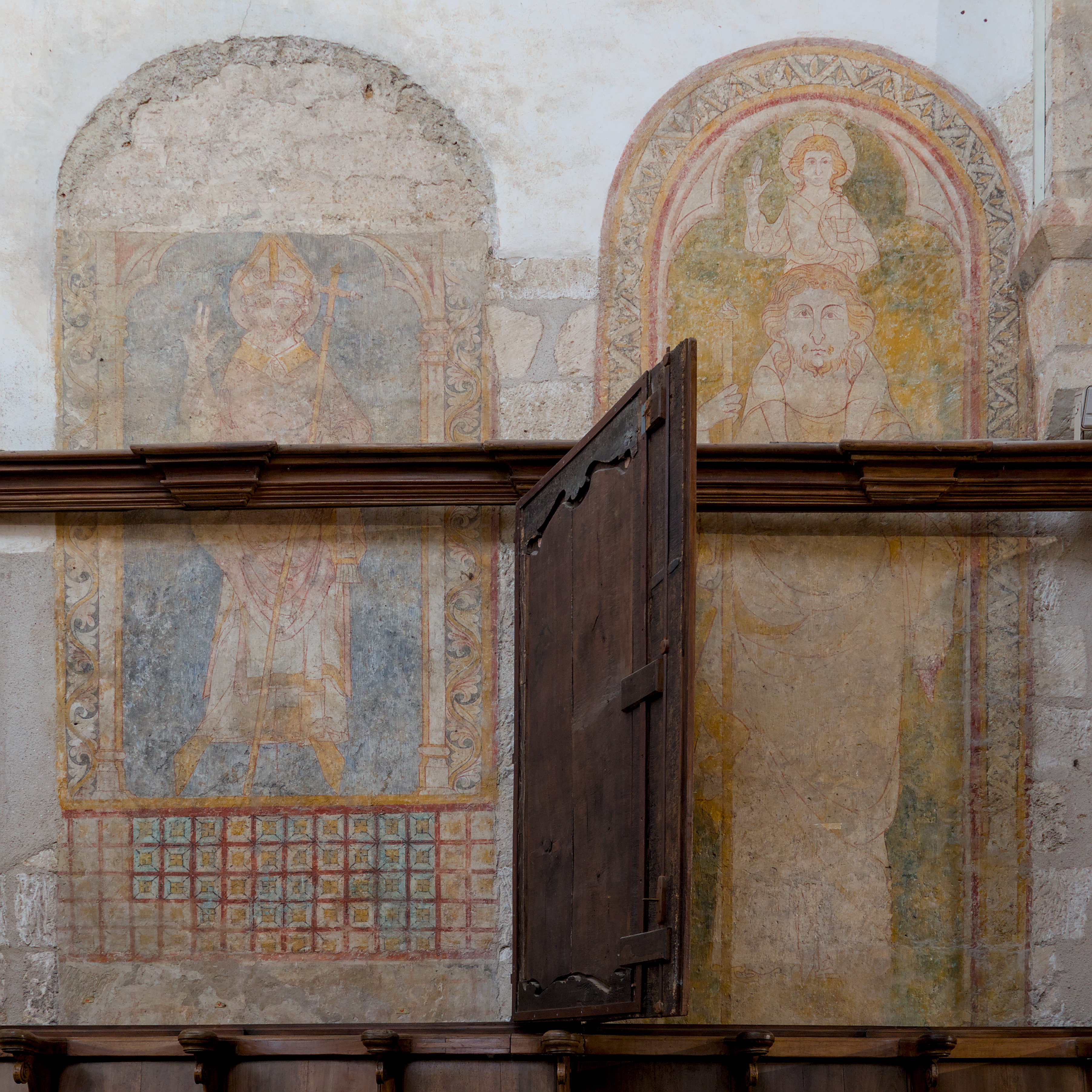
Fresques au-dessus des stalles.
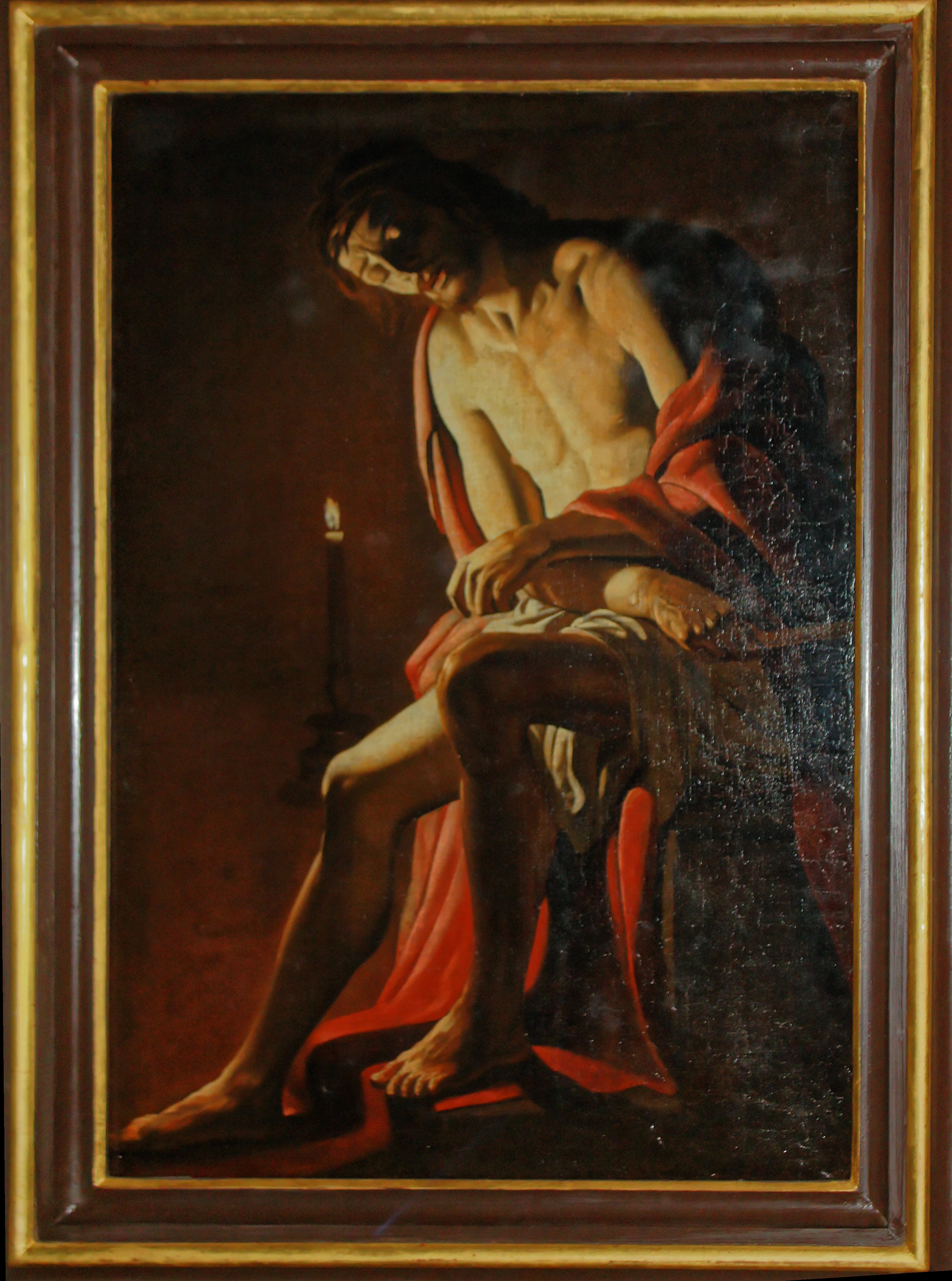
Christ aux outrages (G.Van Hornthorst).
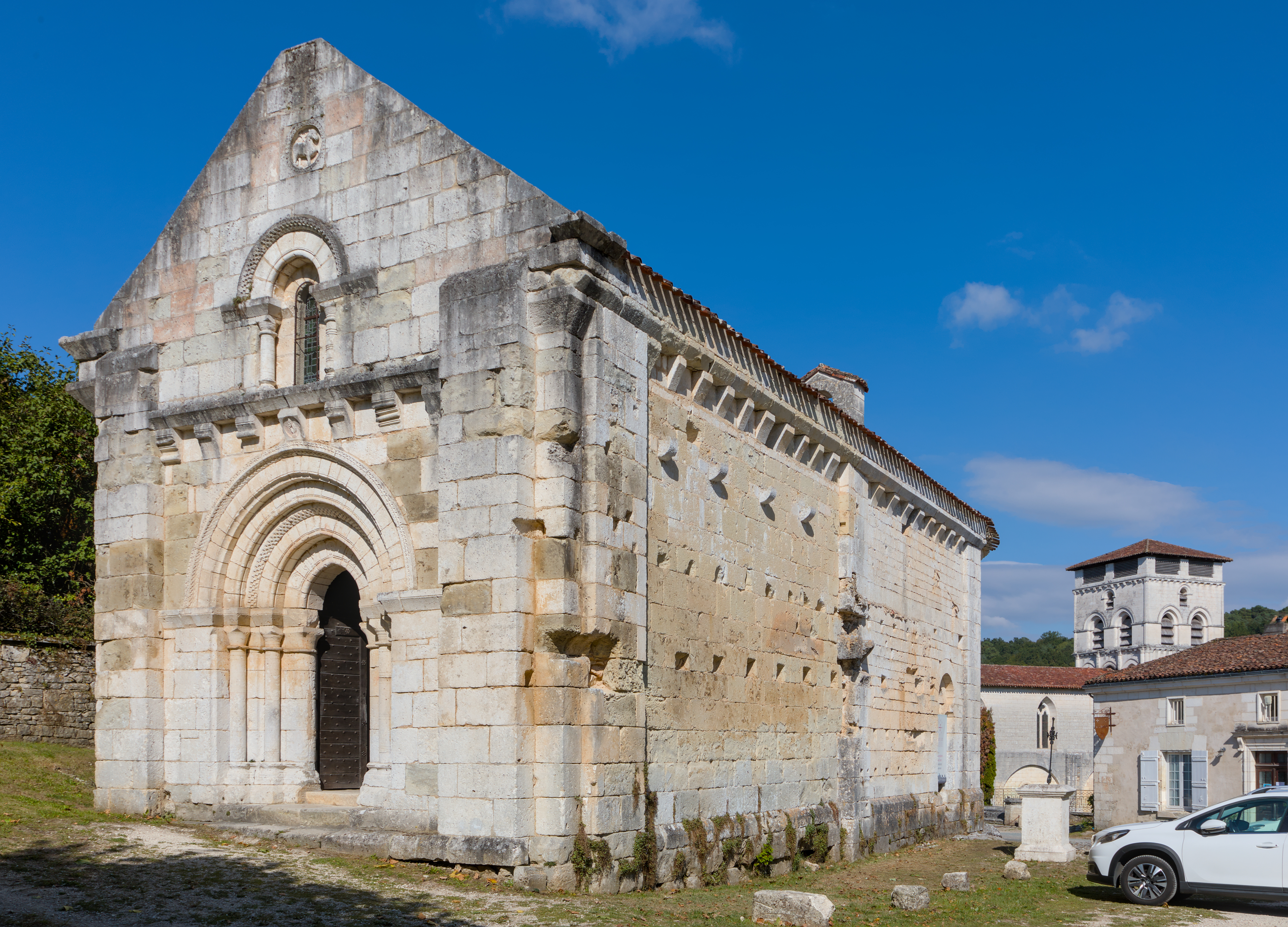
La chapelle Saint-Jean.
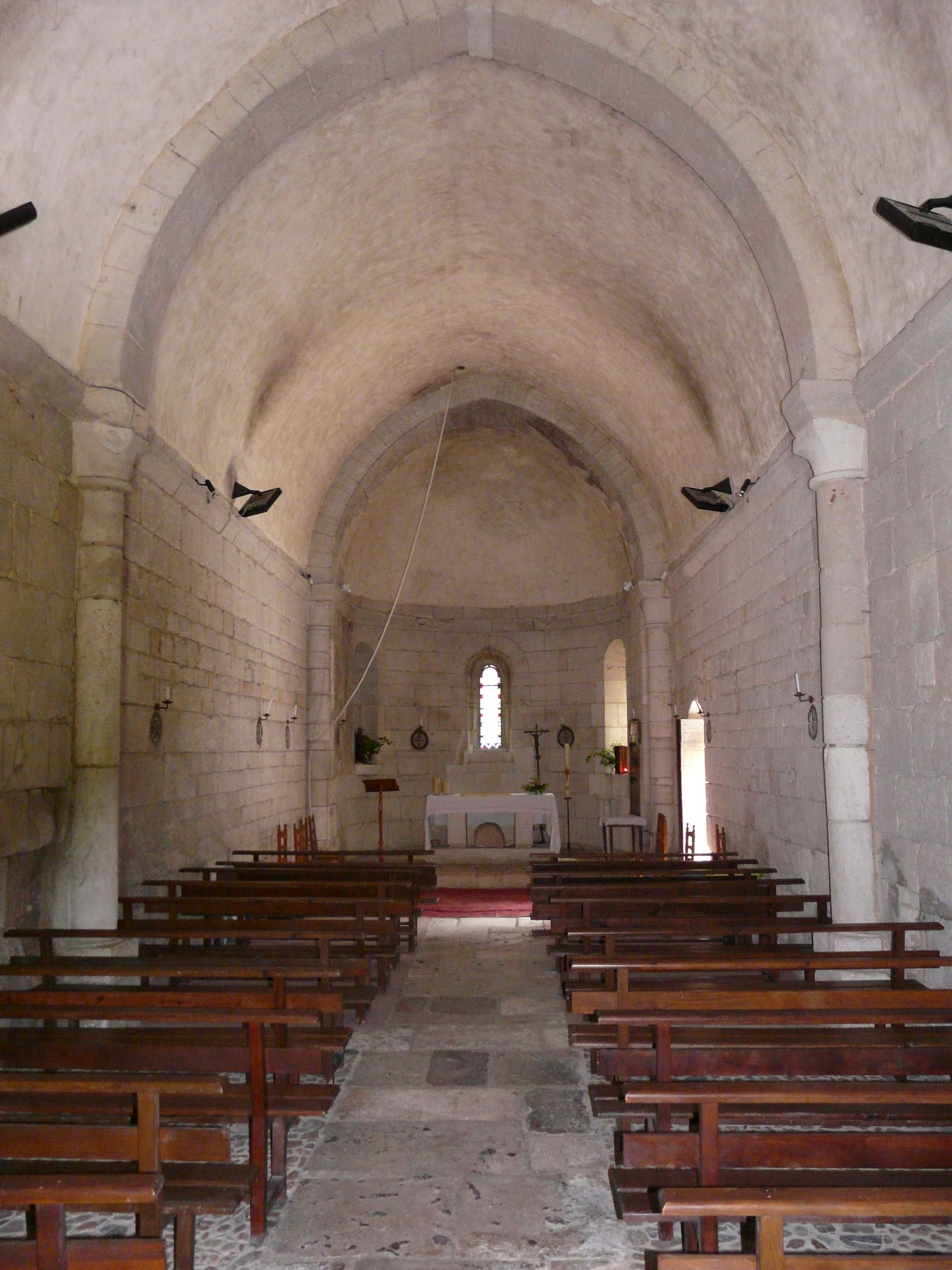
La nef de la chapelle.
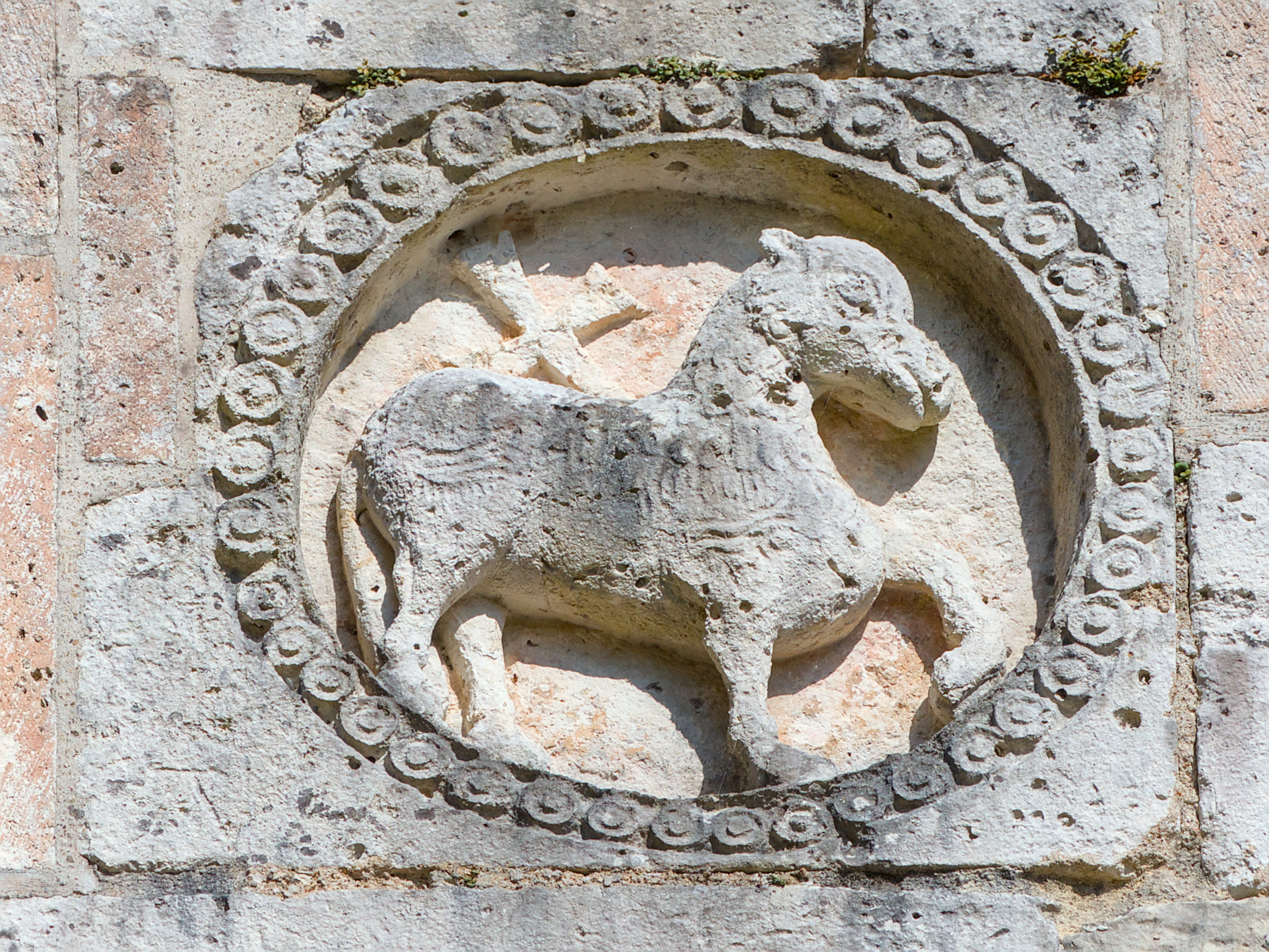
Mouton crucifère sur la façade de la chapelle.

### Le logis de Bourdeilles
Le logis de Bourdeilles est le presbytère. Il est accolé à l'angle nord-ouest de l'église. Il date du XVe siècle, mais a été fortement retouché au XVIIe.

### Les bâtiments monastiques
À l'est s'allonge un logis, dit de l'abbé, dont une partie date du XIIIe siècle mais a été rénové au XVIIIe et comporte trois niveaux dont au rez-de-chaussée une galerie de huit arches en anse de panier.
Les communs, situés à l'ouest de l'abbaye, comprennent un cuvier, un cellier, un logis et un moulin.
Le cuvier est un vaste édifice du XVe siècle, voûté au XVIIe d'un berceau surbaissé.
Le cellier remonte au XIVe siècle, mais a été voûté d'arêtes au XVIIe.
Perpendiculairement au cellier, s'allonge un logis du XVIIe siècle qui s'accole au moulin fortifié. Celui-ci a certaines parties qui remontent au XIVe siècle mais il a été repris les siècles suivants. Ce moulin abbatial, qui possède des ouvertures romanes bouchées, est alimenté par une dérivation de la Beauronne. De plan rectangulaire, il chevauche l’intégralité de la dérivation.
Le logis abbatial, le presbytère, le bâtiment conventuel, le logis de l'abbé, la porte d'entrée, les bâtiments des communs, les terrasses et les jardins, l'enclos, le pont, le moulin et l'église sont inscrits comme monuments historiques. Ils ont été construits du XIIe au XVIIe siècle.

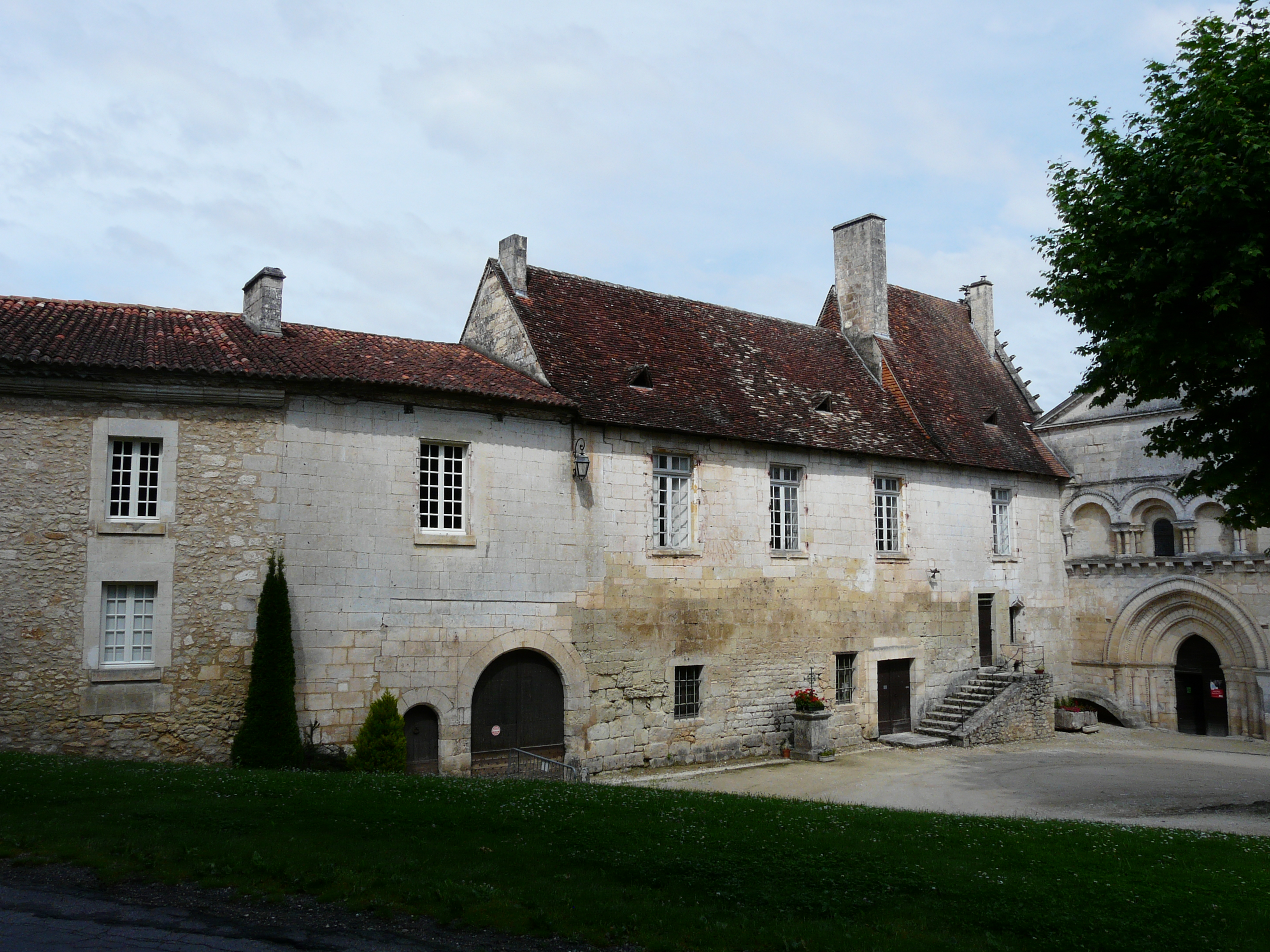
Le logis de Bourdeilles (le presbytère).
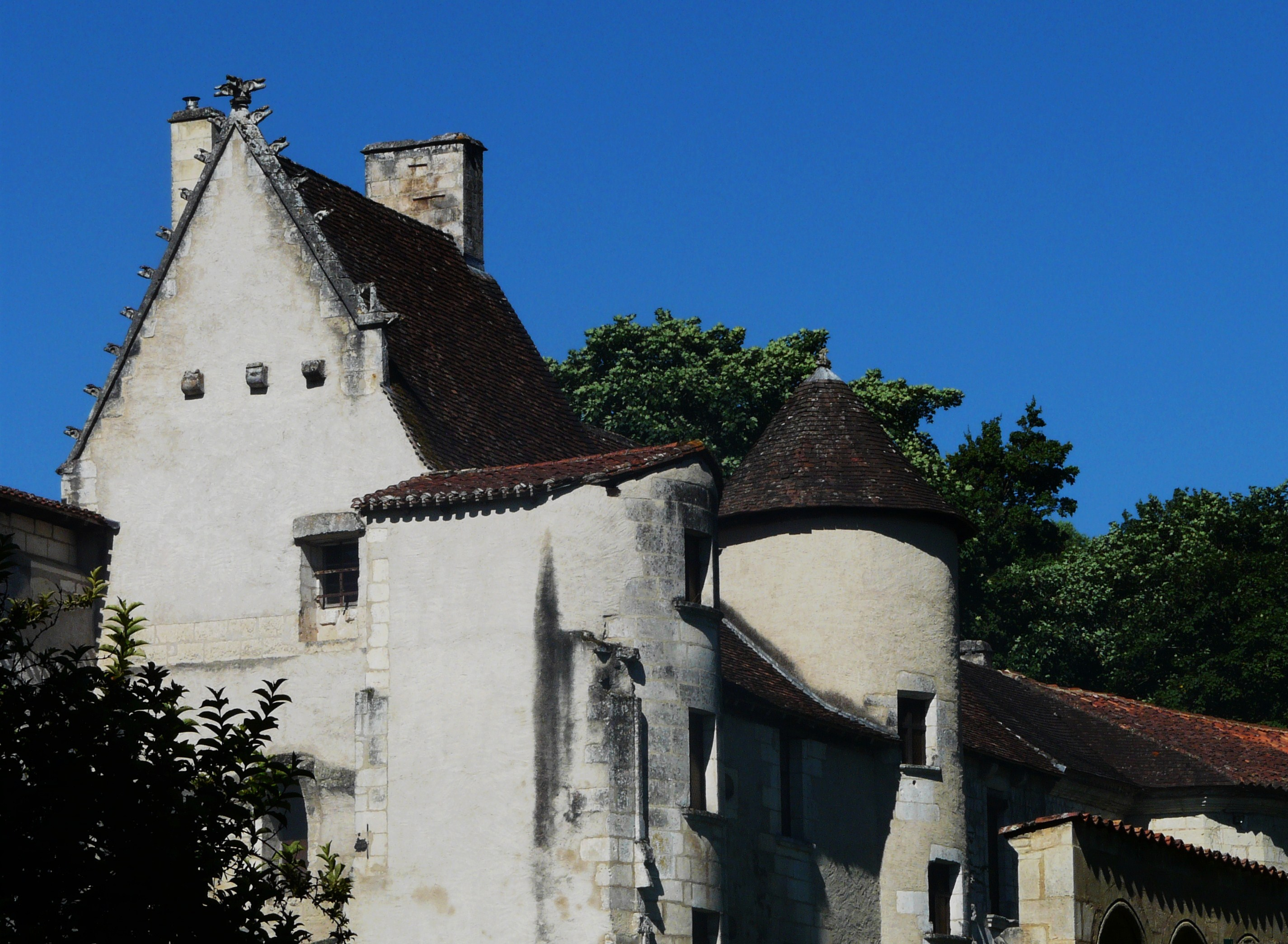
L'arrière du logis de Bourdeilles.
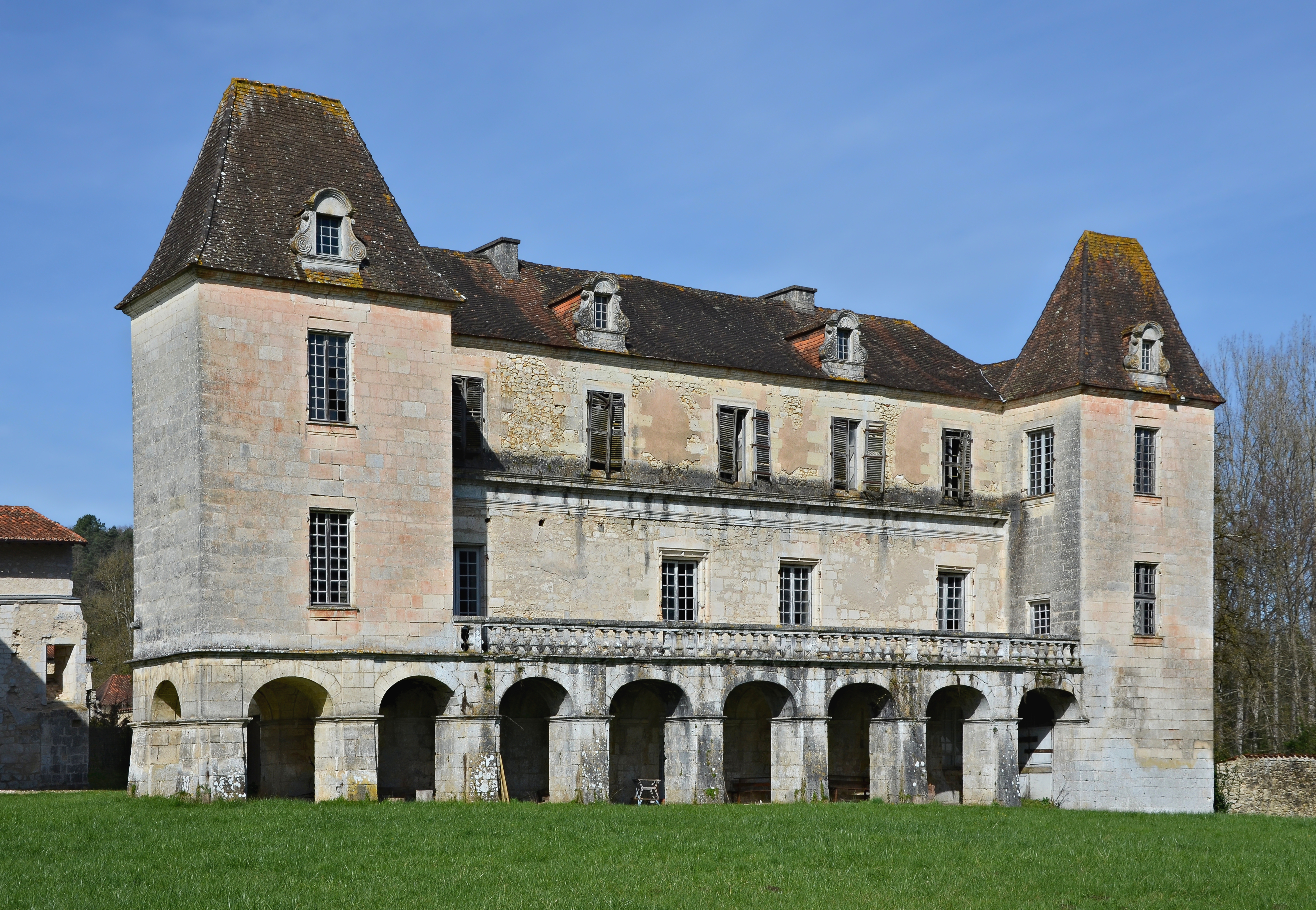
Le logis de l'abbé.
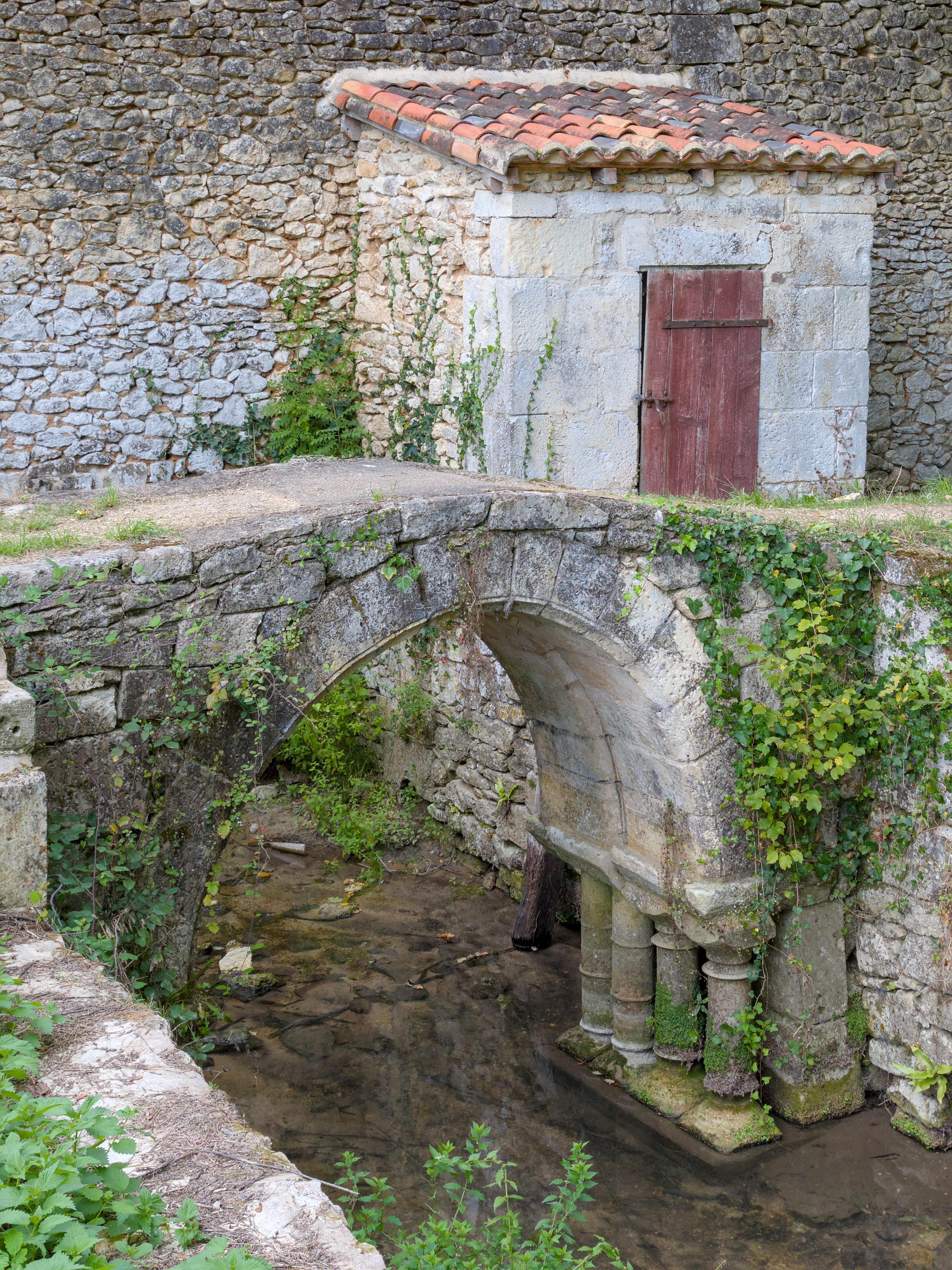
Dans le parc, petit pont sur un bras de la Beauronne.

## Activité
Une communauté de chanoines réguliers de Saint Victor de saint Augustin, de la congrégation de Saint-Victor, s'est réinstallée en 1998. Les frères de la communauté assurent le service de la louange de Dieu, par les prières dans l’abbatiale, à travers les offices des laudes et des vêpres, et ils ont la charge de deux paroisses : Saint Pierre - Saint Paul des Rives de l'Isle, autour de Saint-Astier (18 communes), et Saint Vincent sur Beauronne, autour de Chancelade (11 communes), ainsi que divers ministères auprès d'écoles, de collèges et de centres médicaux. En mars 2006, la communauté comprenait sept frères.

## Personnalités de l'abbaye
- Nicolas Baudeau, moine à l'abbaye de Chancelade, économiste.
- Guillaume Vivien Leidet, moine à l'abbaye de Chancelade.
- Joseph Prunis, prieur de l'abbaye et homme politique après 1789.